# Killzone
Killzone er et first-person shooter lavet af Guerilla Games, og udgivet 26. november 2004 i Europa. Spillet havde fået meget hype omkring sig og blev døbt "Halo-Killer." Det mest mindeværdige ved spillet er helghasterne som er spillerens hovedfjende.

## Historie
Killzone foregår i en ikke så fjern fremtid. Efter at menneskeheden næsten har udraderet sig selv i en atomkrig, tager en gruppe koloniskibe af sted for at finde nye planeter, Kolonisterne finder planeten Vekta, en frodig grøn og paradisagtig verden.
Kolonisterne finder også planeten Helghan, en gold og fjendtlig verden hvor liv ikke burde kunne eksistere. Imidlertid er den rig på energi og råstoffer, så der bliver etableret store minekomplekser på overfladen. Dog udvikles der hurtigt en jalousi overfor Vektas befolkning og der sker et oprør på Vekta, som hurtigt bliver slået ned af en flåde fra Jorden og uromagerne bliver forvist fra Vekta til Helghast. Til at starte med dør mange af kolonisterne på grund af den barske atmosfære, som bogstavelig talt brænder deres lunger langsomt. Dog muterer menneskerne dernede langsomt til at tilvænne sig de barske og fjendtlige forhold og således blev helghasterne født.
Efter deres nederlag bliver helghasterne holdt nede af ISA (Intergalactic Strategic Alliance) som skaber handels- og våbenembargoer på Helghan. Desuden bliver Helghans råmaterialer taget fra helghasterne uden betaling, hvilket efterlader mange folk uden penge nok til at forsørge sig selv.
I denne tidens nød kommer en mand ved navn Visari til magten, og lover befolkningen mad og velfærd, hvis de blot stoler på ham. Ti år senere har Helghan udviklet sig til at fascistisk militærdiktatur og afskåret "handelen" med ISA samt oprustet kraftigt. Under denne nye fane beordrer Visari et angreb på Vekta i et forsøg på at tilbageerobre en verden, som han er overbevist om tilhører helghasterne.
Således starter den anden Extrasolare Krig.

## Figurgalleri
Killzone har 4 figurer som man kan spille igennem spillet. Disse figurer bliver tilgængelige jo længere ind i kampagnen man kommer.
Jan Templar
Jan (udtalt Yan) er menigmanden i spillet. Han er kaptajn i specialstyrkerne og en født leder. Han bliver tilkaldt af general Vaughton. Luger og Jan havde tidligere et intimt forhold til hinanden, men han indså hvor meget Luger havde forandret sig – hun er nu en koldere og kalkulerende person. Lige før Killzone starter har nogen prøvet at komme ham til livs, dog siges det ikke hvem eller hvorfor. Jan er en ekspert i næsten alle former for ISA-isenkram og kan klare næsten enhver situation. Han kan også håndtere Helghastvåben. Han er en typisk helt i FPS-genren.
Skyggemarskal Luger
Luger er en skyggemarskal indenfor ISA, og en snigmorder der excellerer i snigoperationer. Hun er ekspert i nærkamps- og infiltrationsmissioner. Luger er en "isdronning" og smiler sjældent. I kamp fortrækker hun at komme tæt på fjenden for at komme med coup de grâce. Attraktiv men umulig at komme nær, hun er kold og kalkulerende og sætter missionen foran alt andet. Hun kom ud fra Akademiet 6 måneder før invasionen, og havde et forhold med Jan Templar.
Gregor Hakha
Et halvt menneske, halvt helghast som arbejder som en spion for ISA. Hakha blev reddet af kaptajn Templar og arbejdede sammen med dem til at slå general Lente, manden som anførte den 3. Helghast armé, som invaderede Vekta. Det viser sig at general Lente fik Hakhas bror myrdet. Hakha er ekspert i Helghastvåben og -isenkram og kan også bruge nærkampsvåben. Han har også et hurtigere stofskifte end et normalt menneske, hvilket betyder at han heler hurtigere.
Hakha er en lært mand, hvis man skal dømme ham ud fra hans ordforråd, og nogle gange citerer han filosoffer og litterære som for eksempel Shakespeare. Han skændes ofte med Rico på grund af hans helghastoprindelse.
Rico Velasquez
Rico, født i slumkvartererne i Vekta by, er den mest hårdføre, langsomste og største helghast-hadende figur i hele spillet, han bander konstant igennem spillet. Han blev åbenbart gal og søgte efter hævn efter at helghasterne udraderede hele hans deling og efterlod ham som den eneste overlevende. Hakha og Rico kan ikke udstå hinanden og laver som ofte jokes rettet mod hinanden, (Som regel vinder Hakha, da han er Rico verbalt overlegen.)
Rico er langsom og tung og kan ikke løbe eller hoppe som de andre figurer, til gengæld kan han tåle meget skade og render rundt med det mest massive og dødbringende arsenal i form af en rullekanon/raketkaster. Han er den stereotype gangbanger og bruger ofte streetslang 